# Ahmed Shawqi
Ahmed Shawqi (in arabo أحمد شوقي‎?; Egitto, 25 dicembre 1869 – Egitto, 13 dicembre 1932) è stato un poeta e drammaturgo egiziano.
Era pioniere del movimento letterario egiziano moderno, in particolare, introducendo il genere dell'epica poetica nella tradizione letteraria araba. Shawqi è stato il primo poeta nella letteratura araba a scrivere recite poetiche.

## Biografia

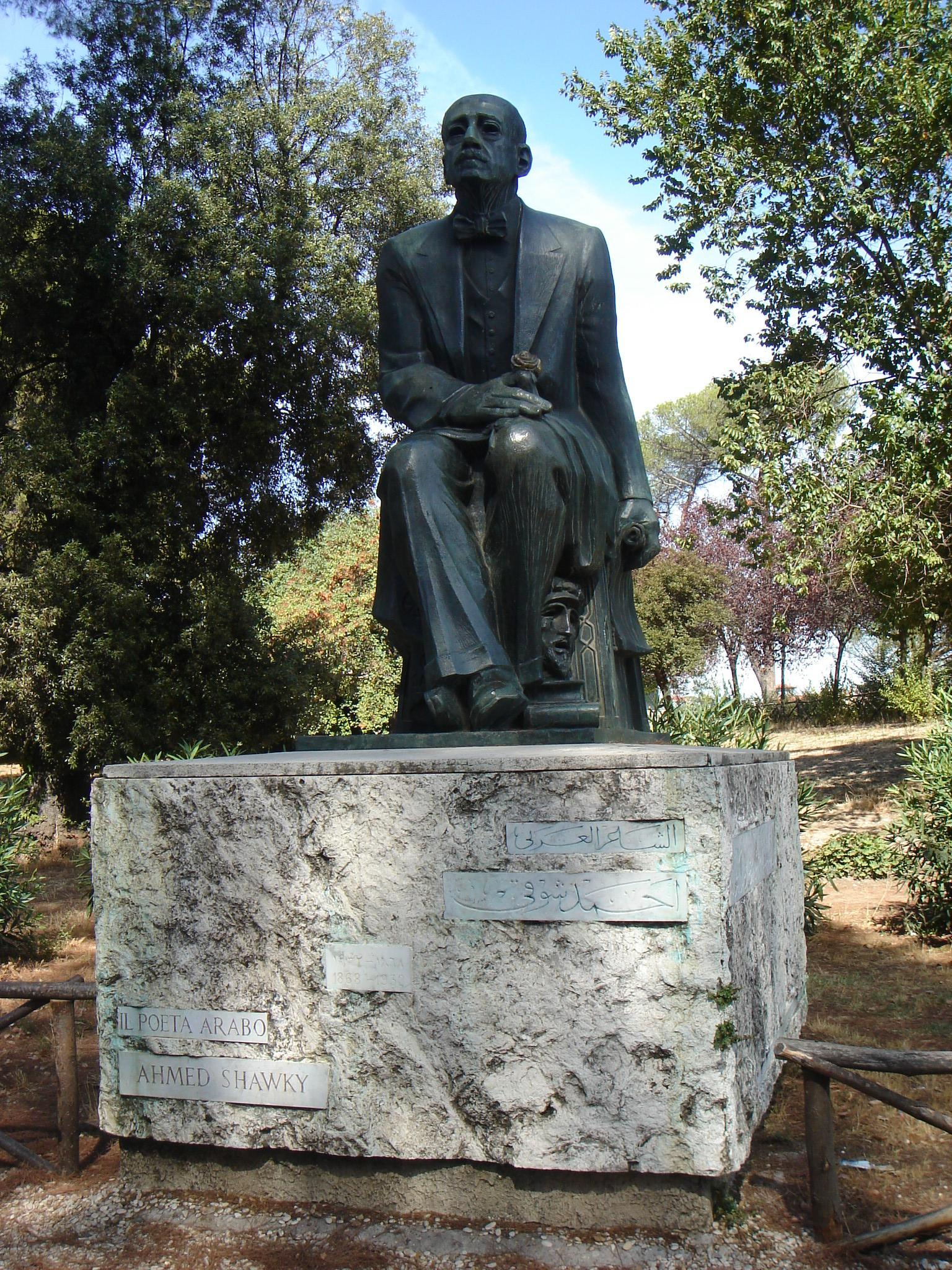
La statua di Ahmed Shawqi situata a Villa Borghese, a Roma.

Cresciuto in un ambiente privilegiato, la sua famiglia era ricca e in stretto contatto con la corte dei Khedivè d'Egitto. Dopo il diploma, frequentò la scuola di legge, ottenendo una laurea in traduzione. A Shawqi fu poi offerto un lavoro alla corte del Chedivè Abbas II, e accettò immediatamente.
Dopo un anno di lavoro alla corte del Chedivè, Shawqi fu inviato a continuare i suoi studi in Giurisprudenza presso l'Università di Montpellier e Parigi per tre anni. Mentre era in Francia, fu in buona parte influenzato dalle opere di autori francesi, in particolare Molière e Racine. Tornato in Egitto nel 1894, rimase un membro di spicco della cultura araba letteraria fino a quando gli inglesi lo mandarono in esilio in Andalusia, nel 1914. Shawqi vi rimase fino al 1920, quando tornò in Egitto. Nel 1927 fu nominato dai colleghi principe dei poeti, in riconoscimento dei suoi notevoli contributi nel campo letterario.
Viveva nella zona di Al-Matariyyah, vicino al palazzo del Chedivè Abbas II a Saray El-Qobba fino a quando fu esiliato. Dopo il ritorno in Egitto fece costruire una nuova casa a Giza. Incontrò Mohammed Abdel Wahab, introducendolo nel mondo artistico e facendo di lui un suo allievo e protetto, tanto che gli mise a disposizione un alloggio nella sua casa.

## Lavori
Il lavoro di Shawqi può essere suddiviso in tre periodi principali nel corso della sua carriera.

### Presso i chedivè
Il primo coincide con il periodo durante il quale occupava una posizione presso la corte del chedivè, costituito da elogi al sovrano e sostegno alla sua politica.

### Esilio
Il secondo comprende il periodo del suo esilio in Spagna. Durante questo tempo, il suo sentimento di nostalgia e il senso di alienazione diretto il suo talento poetico di poesie patriottiche in Egitto così come il mondo arabo.

### Dopo l'esilio
Il terzo periodo ha inizio dopo il suo ritorno dall'esilio: in quel tempo divenne preoccupato per la gloriosa storia dell'antico Egitto e Islam.
Questo fu il periodo durante il quale scrisse le sue poesie religiose, in lode a Maometto. La maturazione del suo stile poetico si è riflessa anche nelle sue commedie, le più importanti delle quali sono state pubblicate in questo periodo.

## Opere

### Tragedie
- Il pazzo di Layla (Majnūn Layla)
- La morte di Cleopatra
- Antara
- Ali Bek el-Kabir
- Cambise II

### Commedie
- Signora Huda
- L'avaro

### Recite in prosa
- La principessa d'Andalusia

### Raccolte di poesie
- Esh-Shawqiyyat ya jarta alwady.

## Dediche

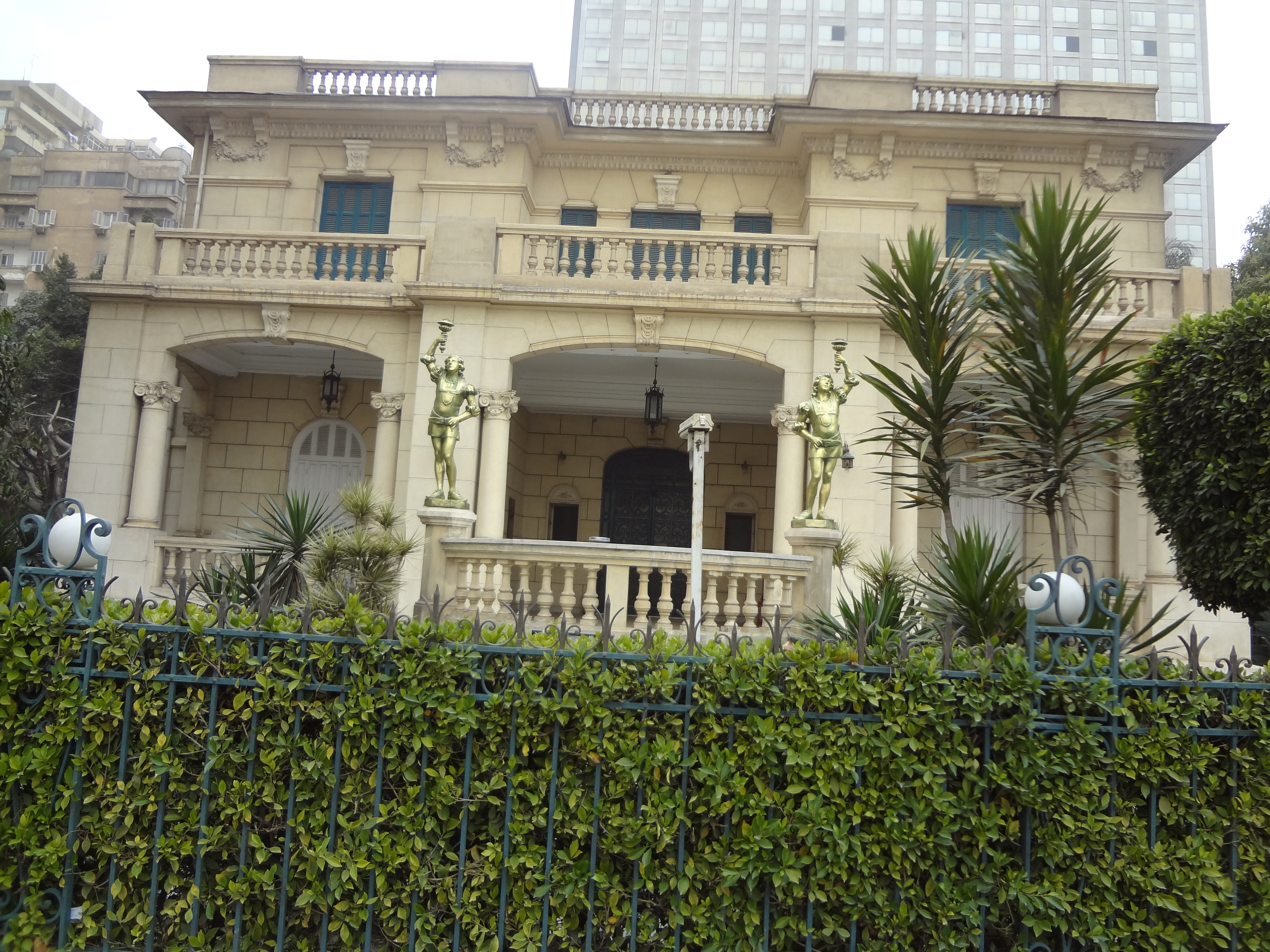
Il museo Ahmed Shawqi nel 2012.

Nel 1977, la casa dello scrittore a Giza venne convertita in un museo: il museo Ahmed Shawqi.
Ad Ahmed Shawqi sono dedicati un monumento, opera dello scultore Gamal El-Sagini, e una piazza (piazza Ahmed Shawky) situati a Villa Borghese, a Roma.